# Салвадор Санчес
Салвадор Санчес (на испански: Salvador Sánchez) е мексикански актьор и режисьор.
В края на шейсетте години започва работа в театъра. По-късно, благодарение на своя талант, се превръща в един от най-значимите мексикански актьори. Едни от най-известните игрални филми, в които участва, са Cayó de la gloria el diablo (1971), La choca (1973), El apando (1975), Canoa (1975), Las Poquianchis (1976), Los albañiles (1976), Bajo la metralla (1983), Motel (1983), Viaje al paraíso (1985), Va de nuez (1986), Ángel de fuego (1991), Dama de noche (1993), Salto al vacío (1994), De muerte natural (1996), Solamente una vez (2000) и La ley de Herodes (2000).
Първата теленовела, в която участва, е Конституцията (1970). Други известни продукции в този жанр с негово участие са Грехът на Оюки (1988), Господарката (1995), Запален факел (1996), Убежище за любовта (2012), Искам да те обичам (2013), Непростимо и други.
Първият филм, който режисира, е Педро Парамо през 1981 г., а първата теленовела, на която е режисьор в локация, е – Dos vidas от 1988 г.

## Филмография

### Актьор
Телевизия
Теленовели
- Изгрев (2025) .... Доротео Талавера
- Обичаният (2017) .... Исмаел Лопес
- Непростимо (2015) .... Кресенсио Алварес
- Искам да те обичам (2013 – 2014) .... Сиприано Валдес
- Заради нея съм Ева (2012) .... Китаеца
- Убежище за любовта (2012) .... Дон Чело
- Моят грях (2009) .... Отец Матиас Кирога
- Дума на жена (2007 – 2008) .... Гуадалупе Солано
- La verdad oculta (2006) .... Данте Севия
- Перегрина (2005 – 2006) .... Мелкиадес
- Веселяци и сърдитковци (2003 – 2004) .... Асунсион Юнке
- Деветата заповед (2001) .... Андрес Ролдан
- Къщата на плажа (2000) .... Николас Рей
- Малко село, голям ад (1997) .... Консехо Сератос
- Запален факел (1996) .... Леонардо Браво
- Господарката (1995) .... Макарио Роблес
- Полетът на орела (1994 – 1995) .... Игнасио Рамирес
- Последната надежда (1993) .... Панчо
- Buscando el paraíso (1993 – 1994) .... Детектив Бериосабал
- Силата на любовта (1990) .... Отец Викторио
- Luz y sombra (1989) .... Еусебио Суарес
- Dulce desafío (1988 – 1989) .... Еутимио Рамирес
- Флор и Канела (1988) .... Синфоросо
- Грехът на Оюки (1988) .... Ютака Охино
- Senda de gloria (1987) .... Адолфо де ла Уерта
- La gloria y el infierno (1986) ... Асунсион
- Esperándote (1985) .... Хуанчо
- Por amor (1982) .... Сенобио
- Toda una vida (1981) .... Лусио
- El milagro de vivir (1975)
- El carruaje (1972) .... Порфирио Диас
- Конституцията (1970) .... Работникът Моралес

Сериали
- Отвъд теб (2023)
- Последният крал (2022) .... Висенте Фернандес (възрастен)
- Mujeres asesinas
  - Епизод „María, pescadera“ (2009) .... Дон Рамон Гутиерес
- Mujer, casos de la vida real (1995 – 2001)
- ¿Qué nos pasa? (1998)
- Crime Story (1988)
- La hora marcada (1986)
- Plaza Sésamo (1983) .... Пепе
- Aprendamos juntos (1982)

Кино
- La dictadura perfecta (2014) .... Мъжът X
- El infierno (2010) .... Дон Рогасиано Гарсия
- Niñas mal (2007) .... Монсеньор
- Sobre el arco iris (2003)
- Solamente una vez (2002)
- Collateral Damage (2002) .... Бунеро
- The Mexican (2001)
- La ley de Herodes (1999)
- Ojitos mentirosos (1999)
- Fuera de la ley (1998)
- De muerte natural (1996)
- Salto al vacío (1995)
- Una buena forma de morir (1994)
- Amor que mata (1994)
- Amorosos fantasmas (1994)
- El alimento del miedo (1994)
- Dama de noche (1993)
- Un ángel para los diablillos (1993) .... Шефът на полицията
- Lucha a muerte (1992)
- Ángel de fuego (1992) .... Рито
- Imperio de los malditos (1992)
- Octagon y Atlantis, la revancha (1992)
- El último narco (1992)
- La dama y el judicial (1992)
- ¡Mátenme porque me muero! (1991) .... Прокоро
- El ninja mexicano (1991)
- One Man's War (1991) .... Рамирес
- Jóvenes delincuentes (1991)
- Mujer de cabaret (1991)
- La fuerza bruta (1991)
- La leyenda del escorpión (1991)
- Diplomatic Immunity (1991) .... Полковник Ернандес
- Perseguida (1991)
- El hijo de Lamberto Quintero (1990)
- Dos judiciales en aprietos (1990)
- El jardín de la paz (1990)
- Violaciones, casos de la vida real (1990)
- El motel de la muerte (1990)
- Gringo viejo (1989) .... Флореал
- Raptola, violola y matola (1989)
- Cartas a María Teresa (1989)
- La venganza (1989)
- Furia en la sangre (1988)
- Zapata en Chinameca (1987)
- Frida, naturaleza viva (1986) .... Давид Алфаро Сикиерос
- Salvador (1986)
- Angel River (1986) .... Торал
- Viaje al paraíso (1985)
- Bajo el volcán (1984)
- Motel (1984) .... Хулиан Варгас
- Bajo la metralla (1983) .... Томас
- Педро Парамо (1981)
- Enroque (1981)
- La madre (1979)
- María de mi corazón (1979) .... Чава
- Llovizna (1978)
- El recurso del método (1978) .... Пералта
- Caminando pasos... caminando (1977)
- El elegido (1977) .... Дон Лисерио
- Los albañiles (1976) .... Чапо Алварес
- De todos modos Juan te llamas (1976)
- Las Poquianchis (1976)
- El apando (1976) .... Албино
- Actas de Marusia (1976) .... Себастиан
- Canoa (1975)
- Ignacio (1975)
- La casa del Sur (1975) .... Хенаро
- Aventuras de un caballo blanco y un niño (1975)
- Esa mi Irene (1975)
- La choca (1974) .... Аудиас
- El señor de Osanto (1974)
- La yegua colorada (1973)
- Aquellos años (1973) .... Окампо
- Valente Quintero (1972)
- El vals sin fin (1972)
- Nadie te querrá como yo (1972)
- Cayó de la gloria el diablo (1971)
- La generala (1970) .... Хесус
- Emiliano Zapata (1970)
- Crimen y castigo (1951)

### Режисьор
Телевизия
- Дъщери на Луната (2018)
- Дойде любовта (2016/17)
- Страст и сила (2015/16) (режисьор на диалози)
- Необичана (2014) (режисьор на диалози)
- Защото любовта командва (2012/13) (втори режисьор)
- Семейство с късмет (2011/12) (режисьор в локация)
- Последна част на Дума на жена (2007/08) (режисьор в локация)
- Средна част на Дума на жена (2007/08) (режисьор на диалози)
- Misión S.O.S. (2004)
- Веселяци и сърдитковци (2003/04)
- Código F.A.M.A. (2003)
- Втора част на Cómplices al rescate (2002)
- Първа част на Cómplices al rescate (2002) (втори режисьор)
- Aventuras en el tiempo (2001) (втори режисьор)
- Серафим (1999)
- Анхела (1998/99) (режисьор на диалози)
- Ураган (1997/98) (втори режисьор)
- Madres egoístas (1991)
- Dos vidas (1988) (режисьор в локация)
- Aprendamos juntos (1982)

Кино
- Педро Парамо (1981)

## Награди и номинации
Награди TVyNovelas (Мексико)
| Година | Категория                           | Теленовела         | Резултат  |
| ------ | ----------------------------------- | ------------------ | --------- |
| 2015   | Най-добър актьор в поддържаща роля  | Искам да те обичам | Номиниран |
| 1996   | Най-добър актьор в отрицателна роля | Господарката       | Печели    |
| 1989   | Най-добър актьор в отрицателна роля | Грехът на Оюки     | Номиниран |

Награди ACE (Ню Йорк) 1988
| Категория        | Теленовела     | Резултат |
| ---------------- | -------------- | -------- |
| Най-добър актьор | Грехът на Оюки | Печели   |